# Ivan Sokolnikoff
Ivan Stephan Sokolnikoff (* 1901 in der Provinz Tschernigow, Russisches Kaiserreich; † 1976) war ein russischstämmiger US-amerikanischer Mathematiker, der sich auf Elastizitätstheorie spezialisiert hatte und mehrere früher verbreitete Lehrbücher der Mathematik für Ingenieure und Physiker geschrieben hat.

## Leben
Sokolnikoff ging auf das klassische Gymnasium von Anders in Kiew. Während der russischen Revolution diente er auf Seiten der Zarenanhänger als Marine-Offizier und wurde bei den Kurilen verwundet. Über China, wo er für eine US-amerikanische Elektrofirma arbeitete, kam er nach Seattle und studierte ab 1922 Elektrotechnik an der University of Idaho (Abschluss 1926). Er promovierte 1930 in Mathematik an der University of Wisconsin–Madison bei Herman William March (On a Solution of Laplace's Equation with an Application to the Torsion Problem for a Polygon with Reentrant Angles). Sokolnikoff blieb an der University of Wisconsin, wo er 1941 eine volle Professur erhielt. Nach Gastprofessuren an der Brown University wurde er 1946 Professor an der UCLA, wo er 1965 emeritiert wurde. 1952/53 war er als Guggenheim-Stipendiat am Royal Holloway College der Universität London und der Universität Brüssel, 1959/60 war er (ebenfalls mit einem Guggenheim-Stipendium) an der ETH Zürich. 1962/63 war er mit einem Fulbright-Stipendium Gastprofessor an der Technischen Universität in Ankara.
Sokolnikoff war zweimal verheiratet, das erste Mal ab 1931 mit Elizabeth Stafford, von der er geschieden wurde, das zweite Mal mit Ruth Lawyer, mit der er eine Tochter hatte.

## Werk
Sokolnikoff ist neben seiner Arbeit in der Elastizitätstheorie in den USA vor allem als Autor von Lehrbüchern für Mathematik für Physiker und Ingenieure bekannt, wobei er eine Vorreiterrolle spielte. Auch sein Elastizitätstheorie-Lehrbuch war lange Zeit das führende Lehrbuch in den USA. Im Zweiten Weltkrieg erhielt er für seine Arbeit über Feuerleitsysteme eine Presidential Citation.
Er war Herausgeber des Quarterly Journal of Applied Mathematics und der Buchreihe John Wiley Series in Applied Mathematics bei Wiley. Von 1945 bis 1947 war er im Rat der American Mathematical Society und danach bis 1950 im Leitungsrat der Mathematical Association of America.

## Schriften
- mit Elizabeth Stafford (Elizabeth Sokolnikoff): Higher Mathematics for Engineers and Physicists, McGraw Hill, 1934, 2. Auflage 1941, Online hier archive.org
- mit Raymond Redheffer: Mathematics of physics and modern engineering, McGraw Hill 1958, 2. Auflage 1966
- The Mathematical Theory of Elasticity, McGraw Hill, 1946, 2. Auflage 1956
- Tensor Analysis - theory and applications to geometry and mechanics of continua, Wiley 1951, 2. Auflage 1964
- Advanced Calculus, McGraw Hill 1939